# Blue Ice
Blue Ice è un videogioco d'avventura sviluppato dalla Art of Mind Productions e pubblicato dalla Psygnosis nel 1996.